# Aérodrome de Tabuaeran
L'aérodrome de Tabuaeran (code IATA : TNV • code OACI : PLFA) est un aérodrome situé à Tabuaeran, aux Kiribati.
Il est desservi depuis l'aéroport international Cassidy une fois par semaine avec un Harbin Y-12 d'Air Kiribati.

## Situation
| Abaiang Abemama Aranuka Arorae Beru Bonriki Butaritari Canton Cassidy Kuria Maiana Makin Nonouti Tabiteuea-Nord Tabiteuea-Sud Tamana Teraina Tabuaeran Marakei Nikunau |